# Florent Barle
Florent Barle, né le 17 janvier 1986 à Cavaillon, est un coureur cycliste français, formé à l'AVC Aix-en-Provence. 

## Biographie
Vainqueur du Tour des Pyrénées 2010, il est recruté par l'équipe Cofidis en 2011.

## Palmarès sur route
- 2005
  - 4e étape de la Ronde du Gard
  - 2e étape du Grand Prix des Cévennes
  - 2e de la Ronde du Gard
  - 2e du Grand Prix des Cévennes
- 2006
  - 8e étape du Tour de Nouvelle-Calédonie
- 2008
  - 2e du Grand Prix Chantal Biya
- 2009
  - 3e étape du Tour de Gironde
  - 5e étape de la Bizkaiko Bira (es)
- 2010
  - Classement général du Tour des Pyrénées
- 2014
  - 2e étape du Trophée de la Caraïbe

## Résultats sur les grands tours

### Tour d'Espagne
1 participation
- 2012 : 129e

## Classements mondiaux
| Année           | 2005   | 2006 | 2007 | 2008  | 2009 | 2010 | 2011 | 2012   |
| --------------- | ------ | ---- | ---- | ----- | ---- | ---- | ---- | ------ |
| UCI Africa Tour |        |      |      |       | 39e  |      |      |        |
| UCI Europe Tour | 1 134e |      |      | 1217e | 571e | 296e |      | 1 141e |

## Palmarès sur piste

### Championnats de France
- 2003
  - 2e de la course aux points juniors
- 2004
  - 2e de la course aux points juniors